# تل ولی بیگلی
تل ولی بیگلی (مزاری) مربوط به دوران پیش از تاریخ ایران باستان است و در شهرستان بیضا، بخش بیضاء، روستای ریجان واقع شده و این اثر در تاریخ ۱۲ بهمن ۱۳۸۱ با شمارهٔ ثبت ۷۱۷۶ به‌عنوان یکی از آثار ملی ایران به ثبت رسیده است.